# پسکانتینا
پسکانتینا (به ایتالیایی: Pescantina) یک کومونه در ایتالیا است که در استان ورونا واقع شده‌است. پسکانتینا ۱۹٫۷ کیلومتر مربع مساحت و ۱۴٬۰۹۶ نفر جمعیت دارد و ۸۰ متر بالاتر از سطح دریا واقع شده‌است.

## خواهرخوانده
شهر شدلتسه خواهرخواندهٔ پسکانتینا هست.